# ファミ通PSP+PS3
『ファミ通PSP+PS3』（ファミつう プレイステーションポータブル プラス プレイステーションスリー、英字・題字：Famitsu PSP+PS3）は、1996年から2010年にかけて日本で発行されたゲーム雑誌。PlayStation（プレイステーション）系統のゲーム機・ソフトを専門に扱っていた。当初はアスキーから発行していたが、後にエンターブレイン（現・KADOKAWA）を経て角川グループパブリッシング（現・KADOKAWA）へ移行した。

## 沿革
元々は、1990年代中頃に『ファミコン通信』（後の『ファミ通』。当時はアスキー発行）のPlayStation情報に特化した増刊『プレイステーション通信』（プレイステーションつうしん）として刊行開始。
ファミ通本誌において全ハードの情報を扱う路線から転換し徳間書店インターメディア（当時）と同様、ハード別の専門誌を立ち上げる路線に転換したことにより、1996年5月30日発売の7月号より月刊誌として独立創刊、その際ブランドの統一から誌名も『ファミ通PS』（ファミつうピーエス）となる。後に姉妹誌の『ファミ通DC』（ドリームキャスト専門誌）・『ファミ通64+』（現『ファミ通DS+Wii』）も創刊している。
1996年10月、他のPS専門誌が相次いで週刊・隔週刊化に踏み切ったことを受けて月2回刊化。2001年1月より、前年のPlayStation 2発売に呼応する形で『ファミ通PS2』（ファミつうピーエスツー）へ改題。
2006年11月のPlayStation 3発売を前に競合誌が相次いで休廃刊に見舞われる厳しい状況の中、2007年4月28日発売の6月号より発売ペースを月刊に戻し『ファミ通PLAYSTATION+』（ファミつうプレイステーションプラス）へ改題した後、2008年5月30日発売の7月号より冒頭誌名に改題。2009年6月30日発売の8月号まで月刊。同年9月30日発売の11月号より2010年3月30日発売の5月号まで季刊（3の倍数月末発売）。以降は不定期刊に切り替え6月に刊行される予定としていたが、結局同年中に新号は発行されなかった。また、2011年には公式サイトも消滅した。発行元からのアナウンスはないが、国立国会図書館のデータベース上では廃刊として扱われている。

## 主な連載記事
- 猫猫猫著『ナイトウィザード ヴァリアブルウィッチ』（2007年6月号 - 2008年5月号）
- 猫猫猫著『柊蓮司第一の事件』（2008年6月号 - 2008年8月号）
- LOVE&INSIDE…!（2008年7月号から2009年8月号まで連載）…創刊当初から続いていたバンダイナムコゲームス（旧・ナムコ、現・バンダイナムコエンターテインメント）の情報コーナー『バンダイナムコスポーツ Presents バムスポTV』（旧題：ナムコスポーツ→バンダイナムコスポーツ。以下、バムスポ）や、同じくファミ通PS時代から続いていたカプコンの情報コーナー『カプコンさんいらっしゃい』など、各ソフトメーカーの情報コーナーを集約した連載ゾーン。『ファミ通PLAYSTATION+』改題時より連載（ただし、バムスポは改題号に休載）。

## 歴代編集長
- 松本秀寿（『PS』時代）
- 相沢浩仁（『PS2』→『PSP+PS3』時代）